# فضالة الخوان في طيبات الطعام والألوان
فضالة الخوان في طيبات الطعام والألوان كتاب لابن رزين التجيبي الأندلسي يعود للقرن 13 أو ما قبله، في عصر ملوك الطوائف الأندلسي. يتحدث الكتاب عن وصفات المطبخ العربي والإسلامي.

## المؤلف
ابن رزين التجيبي، الذي وُلد في مرسية، إحدى مدن الأندلس الشهيرة، كان من عائلة عربية ذات جذور عميقة في الثقافة الأندلسية. بعد أن استولى القشتاليون على مرسية، فرّ ابن رزين إلى سبتة في المغرب، حيث تابع نشاطه الأدبي والعلمي، ليظل أحد الأعلام المبدعين في مجال الطهي والثقافة في تلك الحقبة. وبعد فترة، غادر ابن رزين سبتة، وترك عمّه هناك وتوجه شرقًا إلى مدينة بجاية في الجزائر، ولم يطل به المقام هناك، فتوجه إلى تونس، وهناك بدأت أحواله تسوء، فقد زاره بعض من يعرفه ووجده في حالة فقر مدقع، وفيها توفي وكان عمره آنذاك في بداية الستين.

## أهمية الكتاب التاريخية
يُعد كتاب فضالة الخوان في طيبات الطعام والألوان من أبرز كتب المطبخ الأندلسي التي تحوي وصفات فريدة تعكس مدى تأثير الثقافة العربية في الأندلس، وأنواع الطعام العربي الذي انتقل للأندلس. يحتوي الكتاب على أطباق مشهورة عربيًّا، وعلى بعض الأطباق التي تناساها الناس عبر الزمن مثل اللِتفايَا الخضراء.

## مخطوطة الكتاب
توجد مخطوطة الكتاب في برلين، تحوي المخطوطة وصفات متنوعة للطعام والشراب بالإضافة إلى آداب المائدة، كما قد نقلت قطر مخطوطة للكتاب إلى مكتبتها الوطنية.